# Henryk Gruth
Henryk Gruth [grut] (* 2. září 1957, Ruda Śląska, Polsko) je bývalý polský hokejový obránce a hokejový trenér. Je řazen mezi nejlepší polské hokejisty historie.

## Hráčská kariéra

### Klubová kariéra
V polské lize odehrál 22 sezón za GKS Katowice a GKS Tychy. V letech 1983 a 1988 byl vyhlášen nejlepším hokejistou země. Jednu sezónu (1989/90) odehrál v nejvyšší švýcarské lize za ZSC Lions.

### Reprezentační kariéra
Polsko reprezentoval na čtyřech olympijských hrách (v letech 1980, 1984, 1988 a 1992) a sedmnácti turnajích mistrovství světa v letech 1975, 1976, 1978, 1979, 1981, 1982, 1983, 1985, 1986, 1987, 1989, 1990, 1991, 1992 a 1993, většinou kategorie B. Celkově v polské reprezentaci odehrál 248 utkání, čímž stále drží rekord země, a vstřelil 54 branek. 

V roce 2006 byl uveden do Síně slávy Mezinárodní hokejové federace.

## Trenérská kariéra
Pracoval jako asistent u polského národního týmu, později trénoval v Německu druholigové týmy a působil jako trenér i ve švýcarském ZSC Lions.